# 李咸池
李 咸池（り かんち、Li Xianchi、? ‐ 1853年）は、清末の小刀会の反乱の指導者の一人。
福建省漳州府龍渓県出身。上海で綿花の行商をしていた。上海では劉麗川とともに小刀会を発展させた。小刀会内部では劉麗川が広東系のリーダーで、李咸池が福建系のリーダーとみられていた。1853年8月、小刀会が蜂起して、県令の袁祖徳を殺害して上海を支配下に置き、劉麗川が「統理政教招討大元帥」、李咸池が「平胡大都督」となった。蜂起軍は周辺の宝山・南匯・川沙庁を次々と占領した。さらに太平天国との連携を模索したが、鎮江から上海までは清軍がいて、援助は望めそうもなかった。李咸池は劉麗川に「現在、黄徳美・黄威（黄位）ら福建の小刀会は廈門を占領している。ここは福建小刀会と連携すべきである」と述べ、廈門に赴くことになった。しかし廈門は清軍に包囲されており、上海への援助は不可能であった。李咸池は廈門の防衛に参加したが、10月に陥落し、故郷の龍渓に逃れたところを捕らえられ、処刑された。